# 短葶小点地梅
短葶小点地梅（学名：[Androsace gmelinii var. geophila] 错误：{{Lang}}：文本有斜体标记（帮助））为报春花科点地梅属下的一个变种。

## 扩展阅读
- 維基物種上的相關：短葶小点地梅